# A Arte de Cássia Eller
A Arte de Cássia Eller é uma coletânea da cantora brasileira Cássia Eller, lançada em 2004.

## Faixas
| N.º | Título                                       | Compositor(es)                              | Duração |  |
| 1.  | "Malandragem"                                | Cazuza / Roberto Frejat                     | 3:51    |  |
| 2.  | "Gatas Extraordinárias"                      | Caetano Veloso                              | 3:31    |  |
| 3.  | "E.C.T."                                     | Carlinhos Brown / Marisa Monte / Nando Reis | 3:47    |  |
| 4.  | "O Segundo Sol"                              | Nando Reis                                  | 4:11    |  |
| 5.  | "Nós (ao vivo)"                              |                                             | 3:11    |  |
| 6.  | "Palavras ao Vento"                          | Marisa Monte / Moraes Moreira               | 3:32    |  |
| 7.  | "No Recreio"                                 | Nando Reis                                  | 3:44    |  |
| 8.  | "Por Enquanto"                               | Renato Russo                                | 4:04    |  |
| 9.  | "Eu Sou Neguinha? (ao vivo)"                 | Caetano Veloso                              | 3:47    |  |
| 10. | "Admirável Gado Novo"                        |                                             | 4:33    |  |
| 11. | "Mr. Scarecrow"                              | Herbert Vianna                              | 3:04    |  |
| 12. | "Metrô Linha 743"                            | Raul Seixas                                 | 2:53    |  |
| 13. | "Mis Penas Lloraba Yo/ Soy Gitano"           | Vicente Amigo / Antonio Sanchez             | 3:08    |  |
| 14. | "Meu Mundo Ficaria Completo"                 | Nando Reis                                  | 4:10    |  |
| 15. | "Eleanor Rigby"                              | John Lennon / Paul McCartney                | 3:07    |  |
| 16. | "Bobagem"                                    | Rita Lee / Lucia Turbull                    | 2:25    |  |
| 17. | "Woman Is The Nigger Of The World (ao vivo)" | John Lennon / Yoko Ono                      | 4:54    |  |
| 18. | "Blues da Piedade"                           | Cazuza / Roberto Frejat                     | 4:16    |  |
| 19. | "Caso Você Queira Saber"                     | Beto Guedes                                 | 4:03    |  |
| 20. | "Juventude Transviada (ao vivo)"             | Luíz Melodia                                | 4:38    |  |